# Automolius immitis
Automolius immitis är en skalbaggsart som beskrevs av Blackburn 1906. Automolius immitis ingår i släktet Automolius och familjen Melolonthidae. Inga underarter finns listade.